# فرشته (فیلم)
فرشته (انگلیسی: The Angel) فیلم آمریکایی-اسرائیلی در ژانر جاسوسی و مهیج به کارگردانی آریل ورومن است که در ۱۴ سپتامبر ۲۰۱۸ منتشر شد. از بازیگران آن می‌توان به مروان کنزاری در نقش اشرف مروان، ساسون گابای در نقش انور سادات، ولید زعیتر در نقش جمال عبدالناصر، اوری فیفر و توبی کبل اشاره کرد. این فیلم اقتباسی از کتابی غیرداستانی با عنوان فرشته: جاسوس مصری که اسرائیل را نجات داد اثر اوری بار-جوزف و ترجمه دیوید هازنوی است.